# Campeonato de Europa de patinaje de velocidad en línea 2007
El Campeonato de Europa de patinaje de velocidad en línea de 2007 tuvo lugar del 23 de julio al 29 de julio, disputándose en las localidades portugüesas de Estarreja y Ovar. Fue la tercera ocasión en la que Portugal organizó el campeonato continental, tras las ediciones de 1989 y 2001.
Los participantes más exitosos fueron Nicoletta Falcone en mujeres con 4 medallas de oro y Yann Guyader en hombres con cinco medallas de oro.

## Mujeres
| Distancia                   | Oro                                                                  | Plata                                                                   | Bronce                                                             |
| Pista                       | Pista                                                                | Pista                                                                   | Pista                                                              |
| --------------------------- | -------------------------------------------------------------------- | ----------------------------------------------------------------------- | ------------------------------------------------------------------ |
| 300 m Sprint Individual     | Nicoletta Falcone                                                    | Erika Zanetti                                                           | Denise Traini                                                      |
| 500 m Sprint                | Erika Zanetti                                                        | Erika Zanetti                                                           | Jana Gegner                                                        |
| 1.000 m Sprint              | Elma de Vries                                                        | Erika Zanetti                                                           | Lisa Kaluzni                                                       |
| 10.000 m Puntos/Eliminación | Simona Di Eugenio                                                    | Laetitia Le Bihan                                                       | Nadine Gloor                                                       |
| 10.000 m Eliminación        | Laura Lardani                                                        | Giovanna Turchiarelli                                                   | Laetitia Le Bihan                                                  |
| 3.000 m Relevos             | Italia · Elena Pichierri · Giovanna Turchiarelli · Laura Lardani     | Alemania · Jana Gegner · Lisa Kaluzni · Sandra Wieduwilt                | Países Bajos · Elma de Vries · Mariska Huisman · Bianca Roosenboom |
| Ruta                        |                                                                      |                                                                         |                                                                    |
| 200 m Sprint Individual     | Nicoletta Falcone                                                    | Erika Zanetti                                                           | Denise Traini                                                      |
| 500m Sprint                 | Nicoletta Falcone                                                    | Erika Zanetti                                                           | Elma de Vries                                                      |
| 10.000 m Puntos             | Simona Di Eugenio                                                    | Nadine Gloor                                                            | Laura Lardani                                                      |
| 15.000 m Eliminación        | Laura Lardani                                                        | Justine Halbout                                                         | Giovanna Turchiarelli                                              |
| 5.000 m Relevos             | Italia · Nicoletta Falcone · Simona Di Eugenio · Arianna Arcidiacono | Países Bajos · Bianca Roosenboom · Elma de Vries · Margot van der Merwe | Alemania · Jana Gegner · Lisa Kaluzni · Sandra Wieduwilt           |
| Larga distancia             |                                                                      |                                                                         |                                                                    |
| 42.195 m Marathon           | Giovanna Turchiarelli                                                | Jana Gegner                                                             | Hilde Goovaerts                                                    |

## Hombres
| Distancia                   | Oro                                                   | Plata                                                             | Bronce                                                   |
| Pista                       | Pista                                                 | Pista                                                             | Pista                                                    |
| --------------------------- | ----------------------------------------------------- | ----------------------------------------------------------------- | -------------------------------------------------------- |
| 300 m Sprint Individual     | Andrea Zanetti                                        | Wouter Hebbrecht                                                  | Julien Despaux                                           |
| 500 m Sprint                | Luca Presti                                           | Julien Despaux                                                    | Thomas Boucher                                           |
| 1.000 m Sprint              | Luca Presti                                           | Thomas Boucher                                                    | Patrizio Triberio                                        |
| 10.000 m Puntos/Eliminación | Yann Guyader                                          | Matteo Poletti                                                    | Patxi Peula                                              |
| 15.000 m Eliminación        | Yann Guyader                                          | Matteo Poletti                                                    | Pierdavide Romani                                        |
| 3.000 m Relevos             | Francia Yann Guyader Nicolas Pelloquin Pascal Briand  | Italia · Claudio Naselli · Patrizio Triberio · Andrea Zanetti     | Alemania · Toni Deubner · Pascal Ramali · Nico Wieduwilt |
| Ruta                        |                                                       |                                                                   |                                                          |
| 200 m Sprint Individual     | Luca Presti                                           | Matthias Schwierz                                                 | Wouter Hebbrecht                                         |
| 500m Sprint                 | Claudio Naselli                                       | Matthias Schwierz                                                 | Michel Mulder                                            |
| 10.000 m Puntos             | Patxi Peula                                           | Matteo Poletti                                                    | Julien Sourisseau                                        |
| 20.000 m Eliminación        | Yann Guyader                                          | Pierdavide Romani                                                 | Patxi Peula                                              |
| 5.000 m Relevos             | Francia Julien Sourisseau Thomas Boucher Yann Guyader | Italia · Matteo Poletti · Patrizio Triberio · Alessandro Gherardi | España · Garikoitz Lerga · Patxi Peula · Fernando Mejía  |
| Larga distancia             |                                                       |                                                                   |                                                          |
| 42.195 m Marathon           | Garikoitz Lerga                                       | Roy Boeve                                                         | Fabien Hascoet                                           |

## Medallero
| Pos. | País         | Oro | Plata | Bronce | Total |
| ---- | ------------ | --- | ----- | ------ | ----- |
| 1.   | Italia       | 16  | 12    | 6      | 34    |
| 2.   | Francia      | 5   | 4     | 5      | 14    |
| 3.   | España       | 2   | 0     | 3      | 5     |
| 4.   | Países Bajos | 1   | 2     | 3      | 6     |
| 5.   | Alemania     | 0   | 4     | 4      | 8     |
| 6.   | Bélgica      | 0   | 1     | 2      | 3     |
| 7.   | Suiza        | 0   | 1     | 1      | 2     |